# 克里斯·薩波
克里斯多福·安德魯·薩波（英語：Christopher Andrew Sabo，1962年1月19日—），為前美國職棒大聯盟的三壘手，生涯曾效力於紅人、金鶯、白襪與紅雀等隊。他在2020年至2022年間曾擔任艾克朗大學棒球隊的總教練。

## 職業生涯

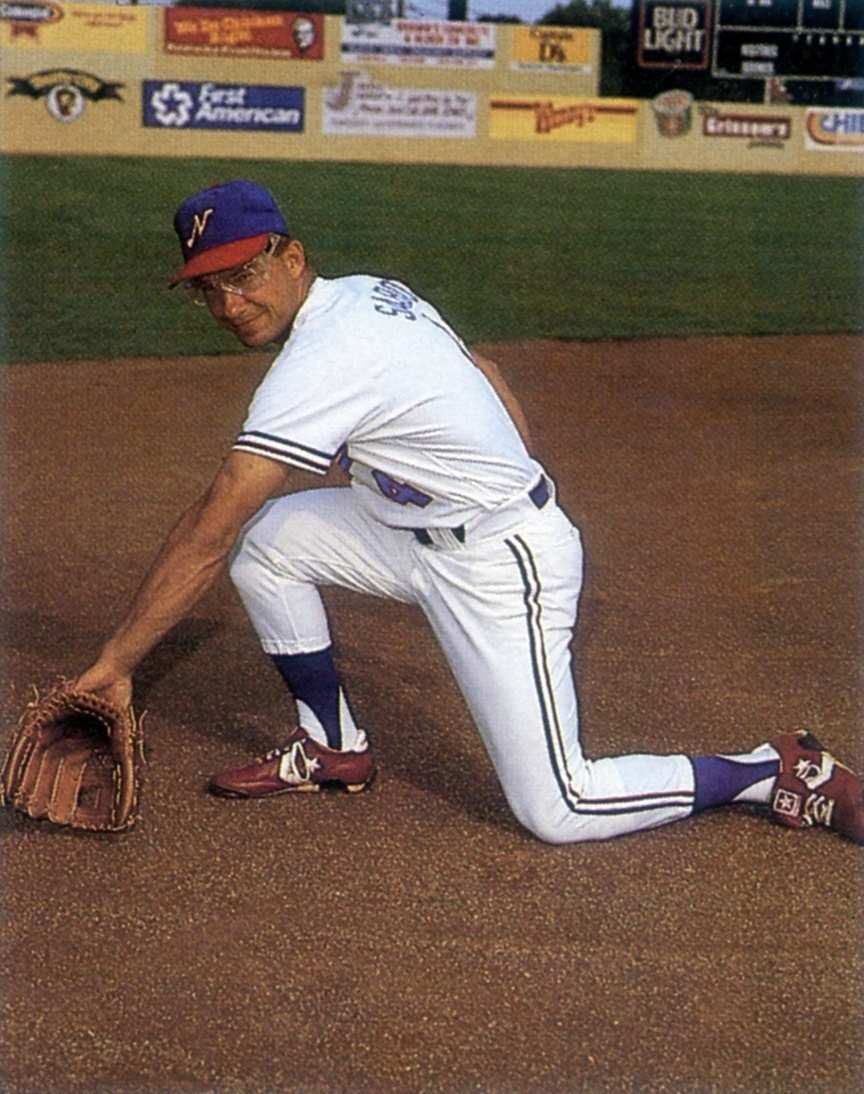
1987年的薩波

### 辛辛那提紅人
1983年大聯盟選秀，薩波在第二輪被紅人選中。他在小聯盟待了5年，不過表現相當平庸。1988年，老將三壘手巴迪·貝爾因為受傷錯過開季，因此薩波趁此機會登上大聯盟。他在第8局敲出大聯盟首安，並在第二場比賽就達成了11次防守助殺，目前仍是大聯盟三壘手紀錄。
4月18日，他敲出大聯盟首轟。整季他的打擊率為2成71，並11轟與44分打點。他在菜鳥年就成功入選明星賽，並獲選為國聯新人王。
1989年，薩波只出賽82場比賽，表現普普。但他在1990年繳出2成70的打擊率，並敲出25轟與71分打點，成功帶隊打進世界大賽。他在世界大賽繳出5成63的打擊率，並敲出9支安打，包含2轟與5分打點。1991年，他繳出3成01的打擊率，並敲出26轟與88分打點。他也第三度入選明星賽。
1992年，薩波在受傷後表現下滑。他的單季打擊率再也無法突破2成60。

### 棒球浪人
他在1994年與金鶯簽約，但受到傷勢影響，表現起伏不定。1995年，他分別效力於白襪與紅雀。

### 重返紅人
1996年，薩波回到紅人，不過他的回歸並沒有預期來得順利。他在7月被抓到使用夾心棒，因此被禁賽7場比賽。整季他的打擊率為2成56，並敲出3轟。
2018年10月23日，薩波擔任艾克朗大學棒球隊的教練，但球隊在2020年僅拿下1勝12敗。

## 生涯打擊成績
| 出賽次數 | 打席 | 打數 | 得分 | 安打 | 二安 | 三安 | 全壘打 | 打點 | 盜壘 | 保送 | 三振 | 打擊率 | 上壘率 | 長打率 | OPS  |
| -------- | ---- | ---- | ---- | ---- | ---- | ---- | ------ | ---- | ---- | ---- | ---- | ------ | ------ | ------ | ---- |
| 911      | 3714 | 3354 | 494  | 898  | 214  | 17   | 116    | 426  | 120  | 274  | 460  | .268   | .326   | .445   | .772 |

## 外部連結
- 球員資訊和成績在MLB，ESPN，Baseball-Reference，Fangraphs（英文）